# Juan Carlos Caviello
Juan Carlos Caviello, conocido también como El pibe del bandoneón, (n. Quilmes, 21 de diciembre de 1923 - 30 de abril de 2016) fue un destacado músico de tango argentino, compositor e intérprete de bandoneón. Integró la orquesta y el cuarteto de Roberto Firpo y luego formó su propio cuarteto llamado Cuarteto de Oro. Compuso varios tangos. Dirige el Conservatorio Musical Buenos Aires.

## Biografía

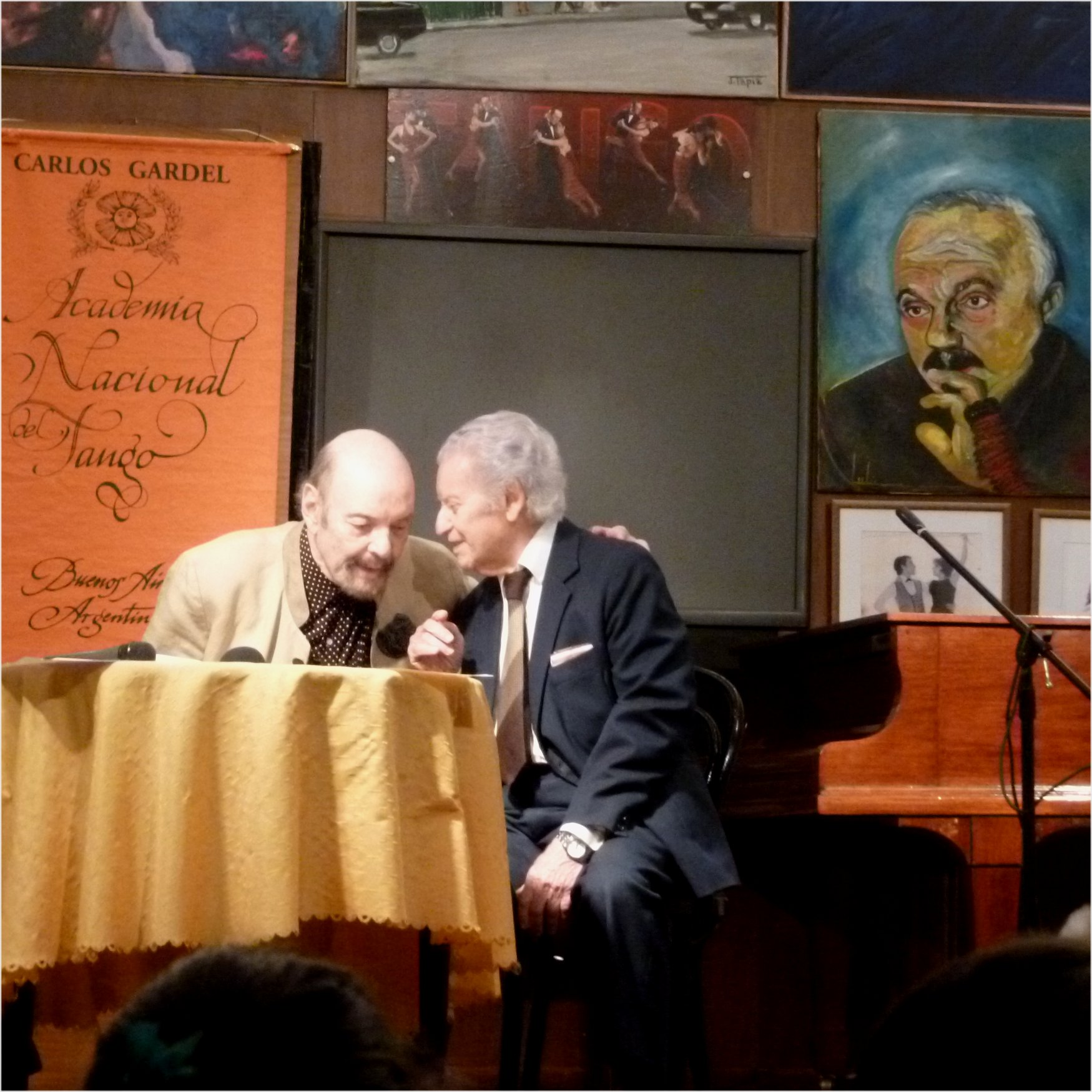
Juan Carlos Caviello conversando con el poeta Horacio Ferrer.

Juan Carlos Caviello nació en la ciudad de Quilmes, en el Gran Buenos Aires, el 21 de diciembre de 1923. Aprendió a tocar desde muy niño el bandoneón y luego integró la célebre orquesta de Roberto Firpo y luego su no menos célebre cuarteto.
Cuando Firpo se retiró de la música, organizó su propio conjunto, el Cuarteto de Oro. Integró también conjuntos como los de los pianistas Rodolfo Biagi y Carlos Di Sarli.
Diseñó varios métodos de enseñanza del bandoneón y otros instrumentos, que son utilizados en su conservatorio y en países como Chile, Uruguay, Paraguay, Brasil, Bolivia, Cuba, Colombia, Estados Unidos, España, Italia, Francia y Japón. Es director general del Conservatorio Musical Buenos Aires.
Algunos de sus discos, la mayoría editados por la discográfica Ono Music, son Juan Carlos Caviello canta Jorge Soler (Ruiseñor), Selección Tanguera, Buenos Aires...Tango (Dúos de bandoneones consigo mismo), Juan Carlos Caviello y su Cuarteto de Oro, Le Pera y Gardel...Leído (Un Dúo de película) con Alejandro Apo, Tangos de Autor...Inéditos (2005).
Falleció el 30 de abril de 2016.